# Dione Housheer
Dione Housheer, née le 26 septembre 1999 à Gendringen, est une joueuse internationale néerlandaise de handball, évoluant au poste d'arrière droite.

## Résultats

### En club
compétitions internationales
- néant

compétitions nationales
- Championnat des Pays-Bas
  - Vainqueur (2) : 2017, 2018
- Coupe des Pays-Bas
  - Vainqueur (1) : 2018
- Supercoupe des Pays-Bas
  - Vainqueur (1) : 2016
- Championnat du Danemark
  - Vainqueur (2) : 2021, 2022
  - Finaliste (2) : 2020, 2023
- Coupe du Danemark
  - Vainqueur (1) : 2021
  - Finaliste (4) : 2019, 2020, 2022, 2023
- Supercoupe du Danemark
  - Vainqueur (1) : 2023
  - Finaliste (1) : 2021

### En sélection
Ses résultats en sélection sont :
Championnats du monde
- vainqueur du Championnat du monde 2019
- 9e place au Championnat du monde 2021
- 5e place au Championnat du monde 2023

Championnats d'Europe
- troisième du championnat d'Europe 2018
- 6e place au championnat d'Europe 2020
- 6e place au championnat d'Europe 2022

Jeux olympiques
- 5e place aux Jeux olympiques en 2021
- 5e place aux Jeux olympiques de 2024

### Distinctions personnelles
- élue meilleure joueuse du Championnat des Pays-Bas (1) : 2018
- élue meilleure arrière droite du Championnat du Danemark (2) : 2022, 2023